# Еґон
Еґо́н (фр. Heugon) — колишній муніципалітет у Франції, у регіоні Нормандія, департамент Орн. Населення — 231 осіб (2011).
Муніципалітет був розташований на відстані близько 145 км на захід від Парижа, 70 км на південний схід від Кана, 55 км на північний схід від Алансона.

## Історія
До 2015 року муніципалітет перебував у складі регіону Нижня Нормандія. Від 1 січня 2016 року належав до нового об'єднаного регіону Нормандія.
1 січня 2016 року Еґон, Ансен, Бокансе, Кувен, Ла-Ферте-Френель, Говіль, Гло-ла-Ферр'єр, Монне, Сен-Нікола-де-Летьє i Вілле-ан-Уш було об'єднано в новий муніципалітет Ла-Ферте-ан-Уш.

## Демографія
Динаміка населення (Insee ):
Розподіл населення за віком та статтю (2006):
| Стать | Всього | До 15 років | 15-24 | 25-44 | 45-64 | 65-85 | Понад 85 |
| --- | ------ | ----------- | ----- | ----- | ----- | ----- | -------- |
| Чоловіки | 112    | 24          | 4     | 32    | 36    | 16    | 0        |
| Жінки | 108    | 32          | 4     | 44    | 20    | 8     | 0        |
| \| Статево-вікова піраміда \| Статево-вікова піраміда \| Статево-вікова піраміда \| \| ----------------------- \| ----------------------- \| ----------------------- \| \| Чоловіки \| Вік \| Жінки \| \| 0 \| 85 + \| 0 \| \| 8 \| 80-84 \| 8 \| \| 0 \| 75-79 \| 0 \| \| 8 \| 70-74 \| 0 \| \| 0 \| 65-69 \| 0 \| \| 4 \| 60-64 \| 4 \| \| 8 \| 55-59 \| 4 \| \| 4 \| 50-54 \| 8 \| \| 20 \| 45-49 \| 4 \| \| 4 \| 40-44 \| 16 \| \| 20 \| 35-39 \| 8 \| \| 4 \| 30-34 \| 8 \| \| 4 \| 25-29 \| 12 \| \| 0 \| 20-24 \| 0 \| \| 4 \| 15-20 \| 4 \| \| 16 \| 10-14 \| 8 \| \| 0 \| 5-9 \| 20 \| \| 8 \| 0-4 \| 4 \| |        |             |       |       |       |       |          |
| Статево-вікова піраміда |        |             |       |       |       |       |          |
| Чоловіки | Вік    | Жінки       |       |       |       |       |          |
| 0 | 85 +   | 0           |       |       |       |       |          |
| 8 | 80-84  | 8           |       |       |       |       |          |
| 0 | 75-79  | 0           |       |       |       |       |          |
| 8 | 70-74  | 0           |       |       |       |       |          |
| 0 | 65-69  | 0           |       |       |       |       |          |
| 4 | 60-64  | 4           |       |       |       |       |          |
| 8 | 55-59  | 4           |       |       |       |       |          |
| 4 | 50-54  | 8           |       |       |       |       |          |
| 20 | 45-49  | 4           |       |       |       |       |          |
| 4 | 40-44  | 16          |       |       |       |       |          |
| 20 | 35-39  | 8           |       |       |       |       |          |
| 4 | 30-34  | 8           |       |       |       |       |          |
| 4 | 25-29  | 12          |       |       |       |       |          |
| 0 | 20-24  | 0           |       |       |       |       |          |
| 4 | 15-20  | 4           |       |       |       |       |          |
| 16 | 10-14  | 8           |       |       |       |       |          |
| 0 | 5-9    | 20          |       |       |       |       |          |
| 8 | 0-4    | 4           |       |       |       |       |          |

## Економіка
2010 року серед 131 особи працездатного віку (15—64 років) 106 були активними, 25 — неактивними (показник активності 80,9%, у 1999 році було 70,5%). З 106 активних мешканців працювало 90 осіб (51 чоловік та 39 жінок), безробітними було 16 (6 чоловіків та 10 жінок). Серед 25 неактивних 8 осіб було учнями чи студентами, 13 — пенсіонерами, 4 були неактивними з інших причин.

У 2010 році в муніципалітеті числилось 97 оподаткованих домогосподарств, у яких проживали 221,0 особи, медіана доходів виносила 13 523 євро на одного особоспоживача